# Запис Ракића храст (Чепуре)
Запис Ракића храст (Чепуре) се налази на парцели чији је власник Ракић Ивица.

## Локација
| Општина             | Параћин                                                                     |
| Катастарска општина | Чепуре                                                                      |
| Потес               | Велики браник                                                               |
| Координате          | 43° 50′ 36″ С; 21° 22′ 29″ И / 43.843400000000003° С; 21.374600000000001° И |
| Надморска висина    | 124m                                                                        |

## Карактеристике
Дендрометријске вредности утврђене на терену и сателитским снимцима:
| Стабло                     | Храст |
| Висина стабла              | m     |
| Обим дебла                 | m     |
| Пречник крошње             | 18m   |
| Пречник дебла              | m     |
| Висина дебла до прве гране | m     |

## База записа
Запис је у оквиру Викимедија пројекта "Запис - Свето дрво" заведен под редним бројем 0628.